# План столичного города Санкт-Петербурга (1753)

Карта С-Петербурга 1753 года. Из коллекции Дэвида Рамзи.

«План столичного города Санкт-Петербурга с изображением знатнейших оного проспектов, изданный трудами Императорской академии наук и художеств в Санкт-Петербурге» — произведение раннего периода отечественной картографии, вышедшее в свет в 1753 г.

## Общие сведения
В мае 1748 г. в Санкт-Петербурге в Академии наук и художеств было создано Совещание по делам художественным. На одном из первых заседаний было принято решение о создании плана столицы «для славы и чести Российской империи».
Проект был реализован в 1748—1749 годах под руководством адъюнкта Петербургской академии наук Ивана Фомича (Джона) Трускотта (англ. John Trusscott) . Двенадцать гравюр — «знатнейших проспектов» — с видами Петербурга, которыми предполагалось дополнить план, были созданы коллективом художников, такими как Джузеппе Валериани, М. И. Махаев, И. А. Соколов, Качалов Григорий Аникиевич, Е. Г. Виноградов, Еляков Иван Петрович, Греков Алексей Ангилеевич и Внуков Еким Терентьевич.

## Содержание
План Трускотта считается первым подробным планом Петербурга. На девяти листах изображены в аксонометрии, подписаны и замаркированы важнейшие здания Петербурга XVIII века.
К плану приложена «Роспись сторонам, островам, рекам…», повышающая его информативность. 12 гравированных проспектов (перспектив) демонстрируют виды Невы, Фонтанки, Невского проспекта, Адмиралтейства и других достопримечательностей города.

«Роспись сторонам, островам, рекам…»
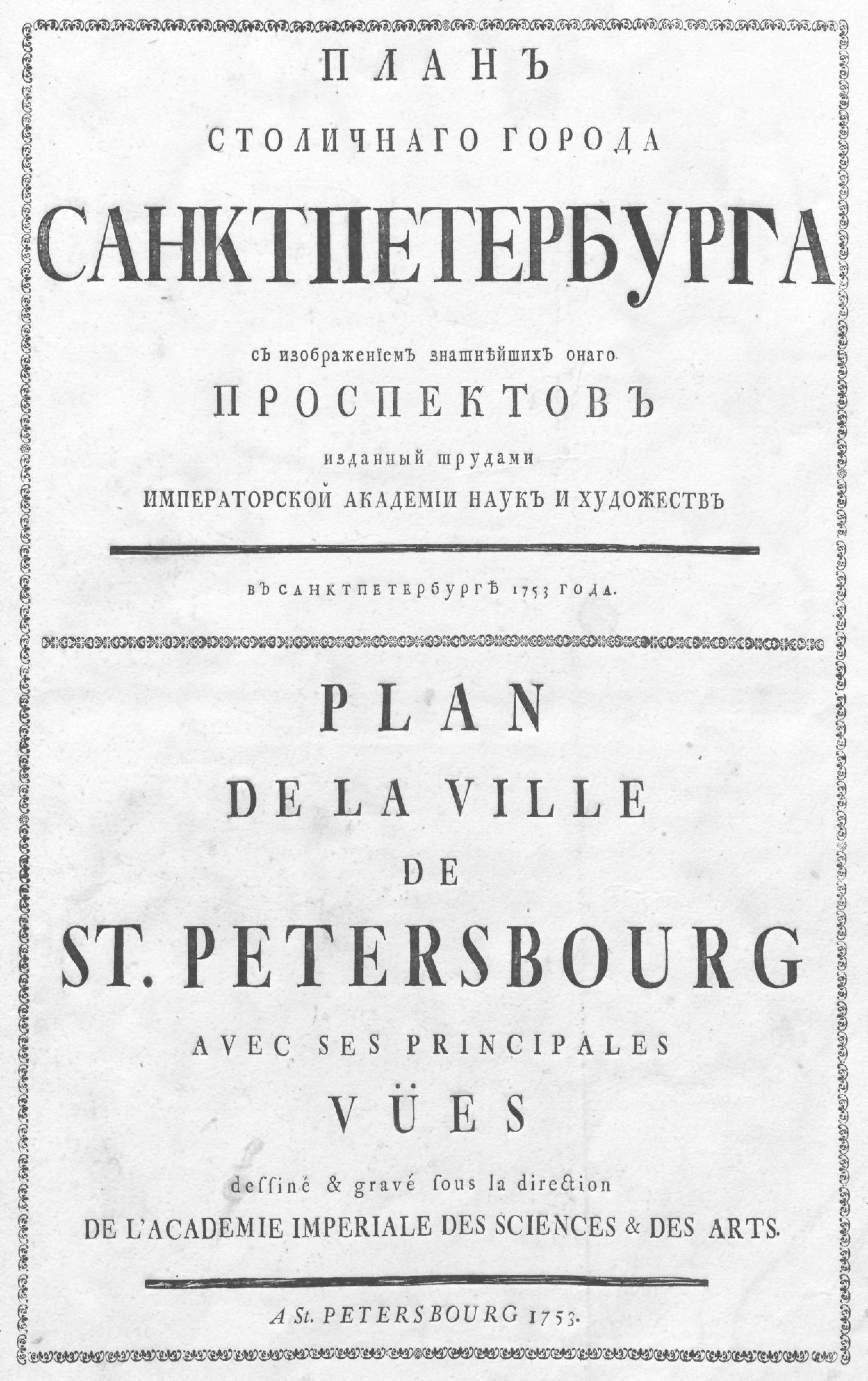
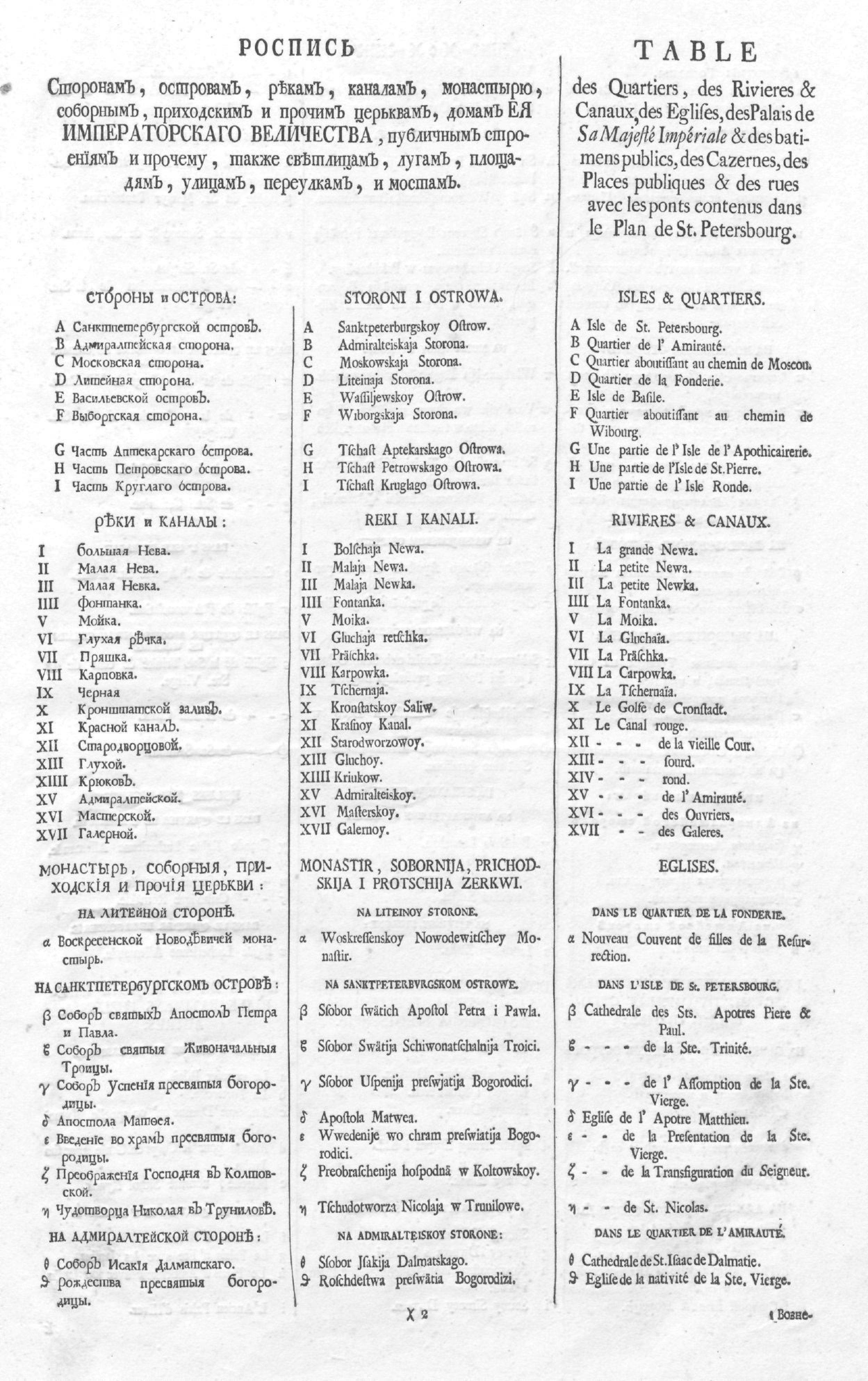
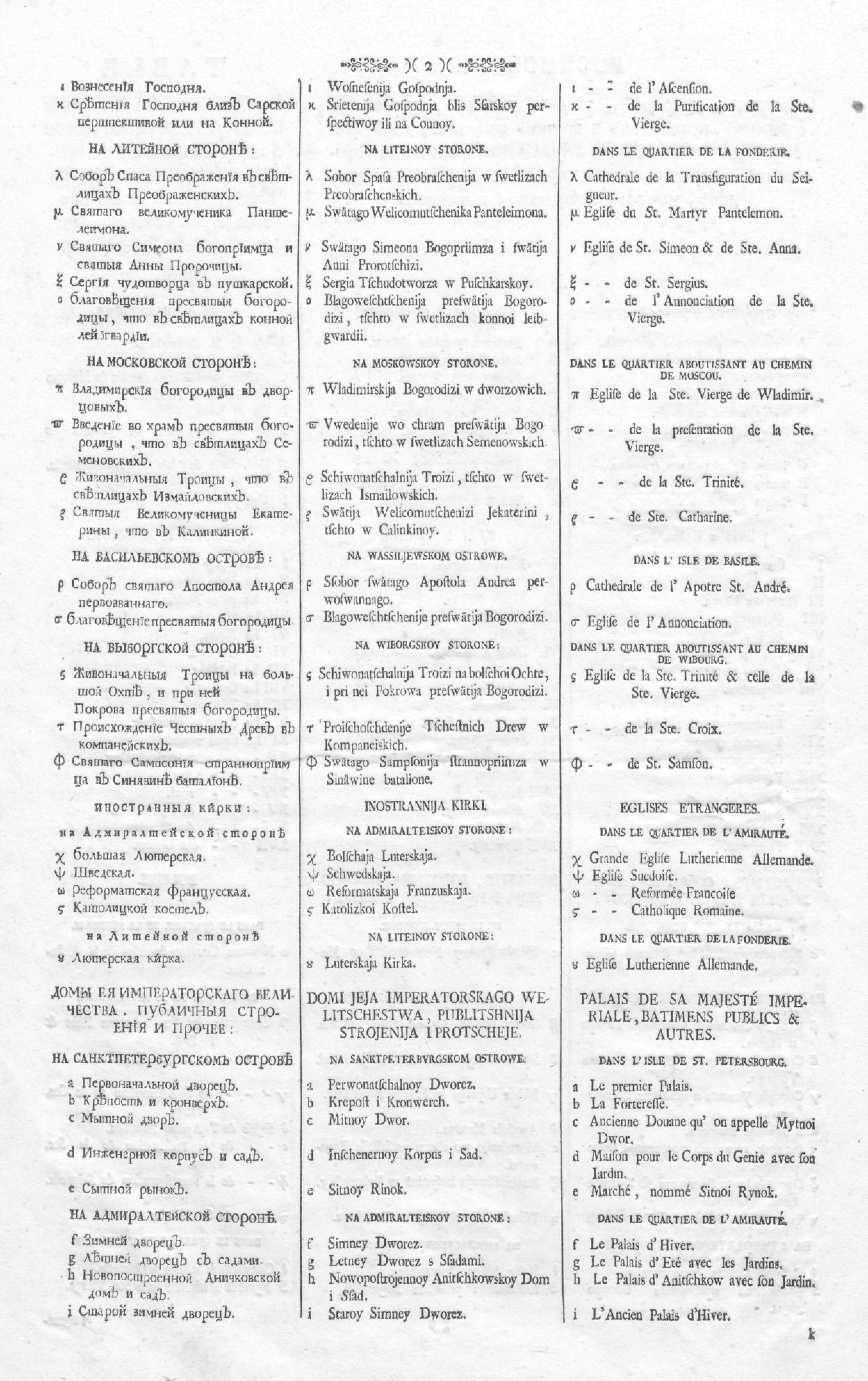
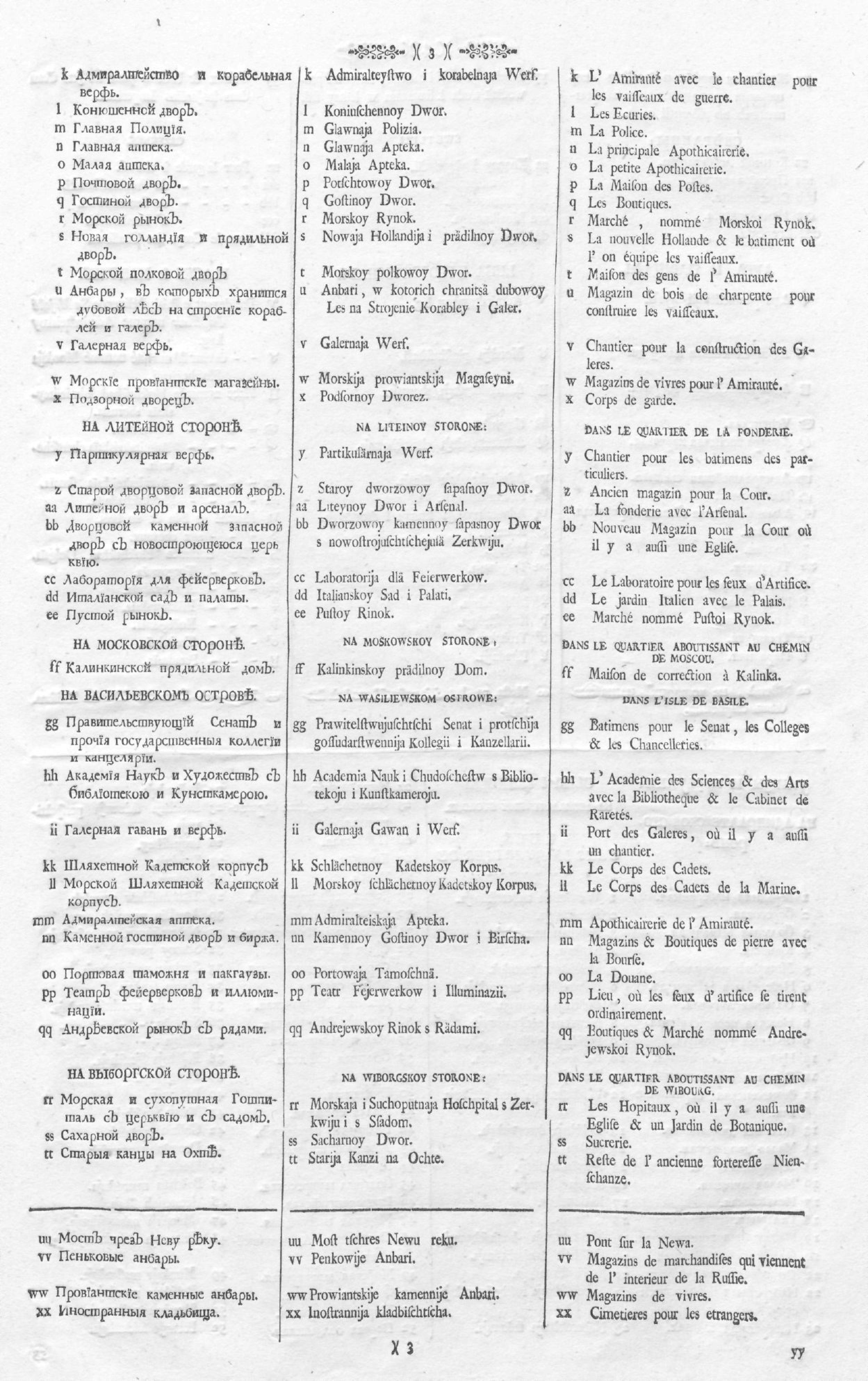
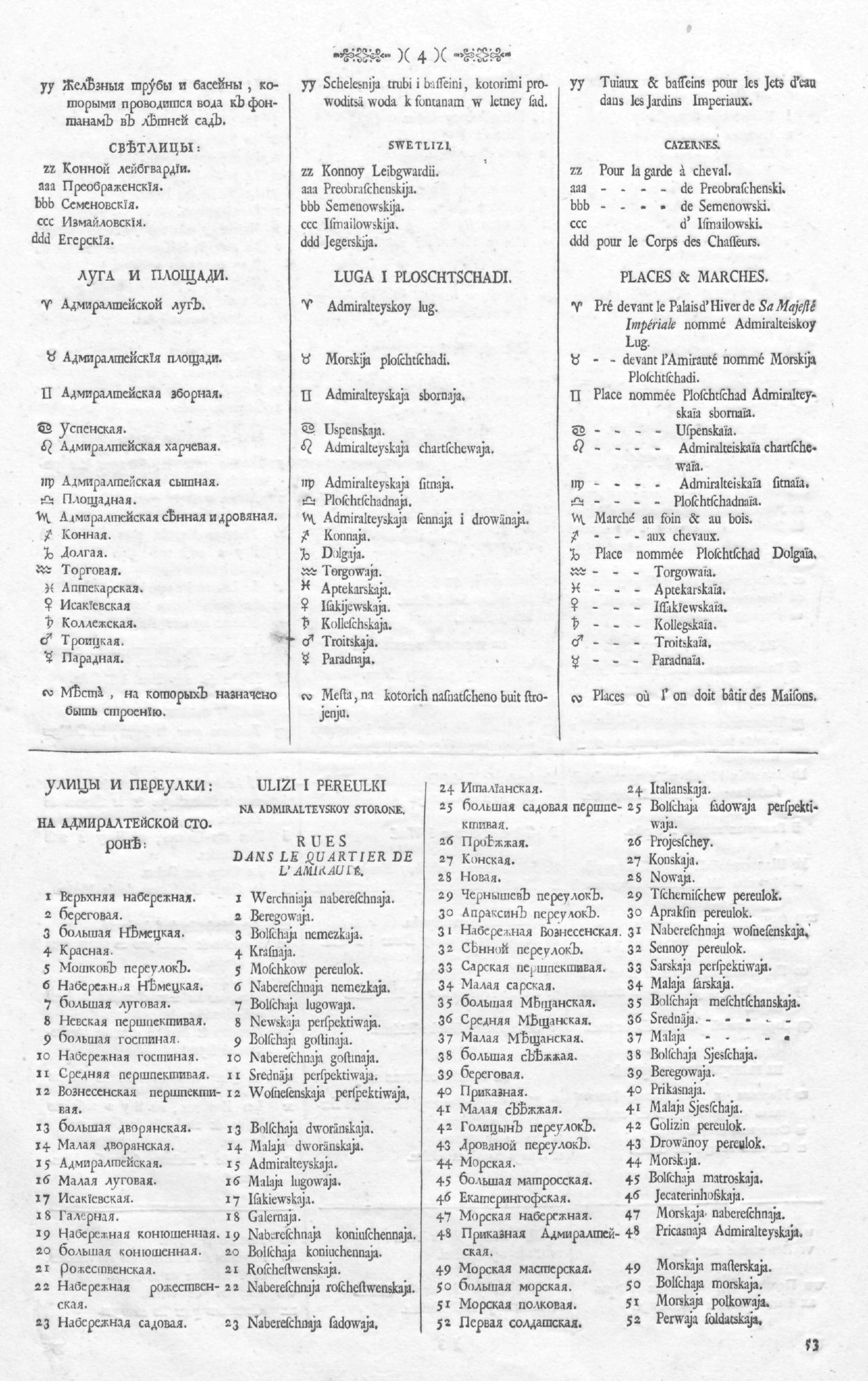
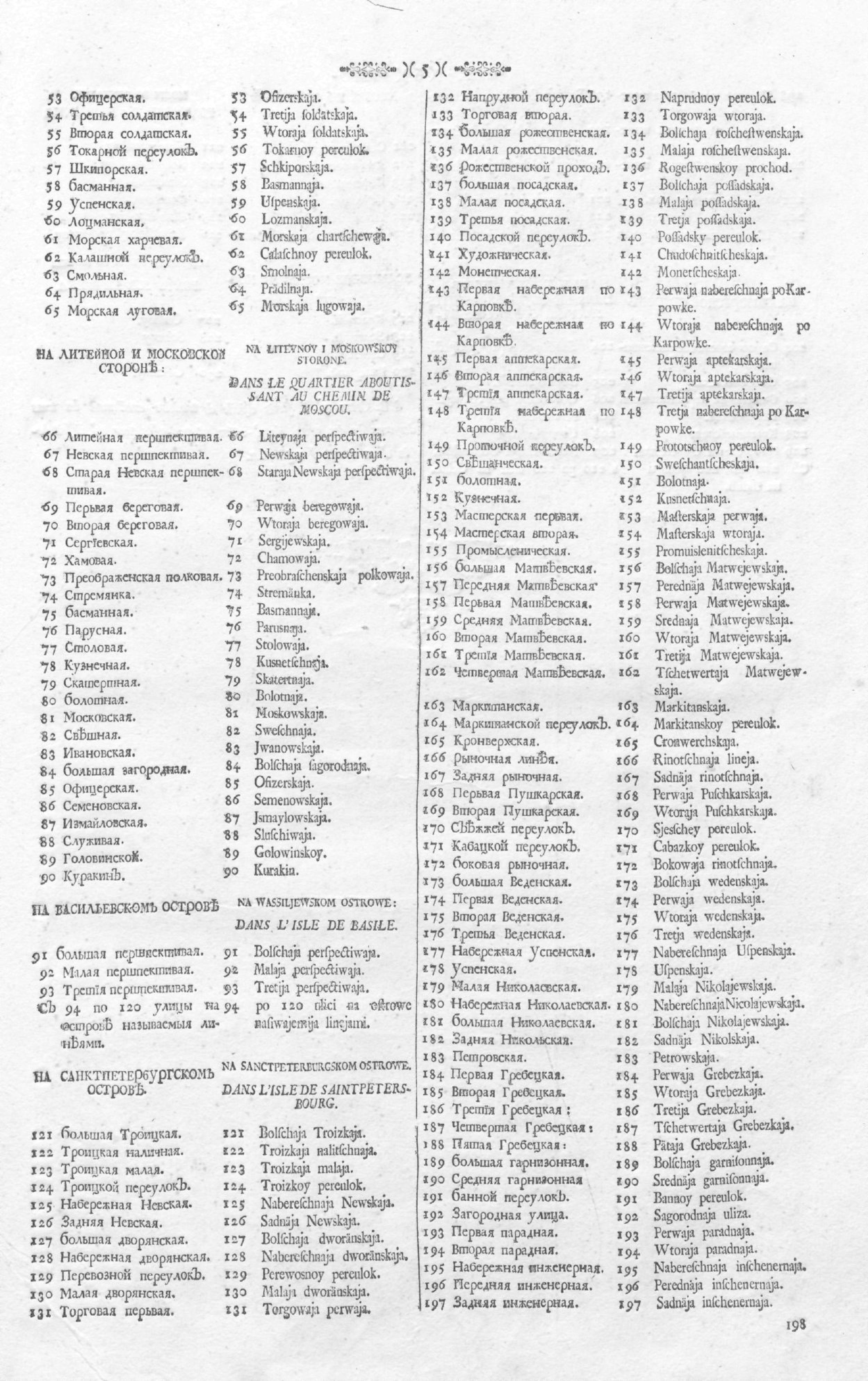
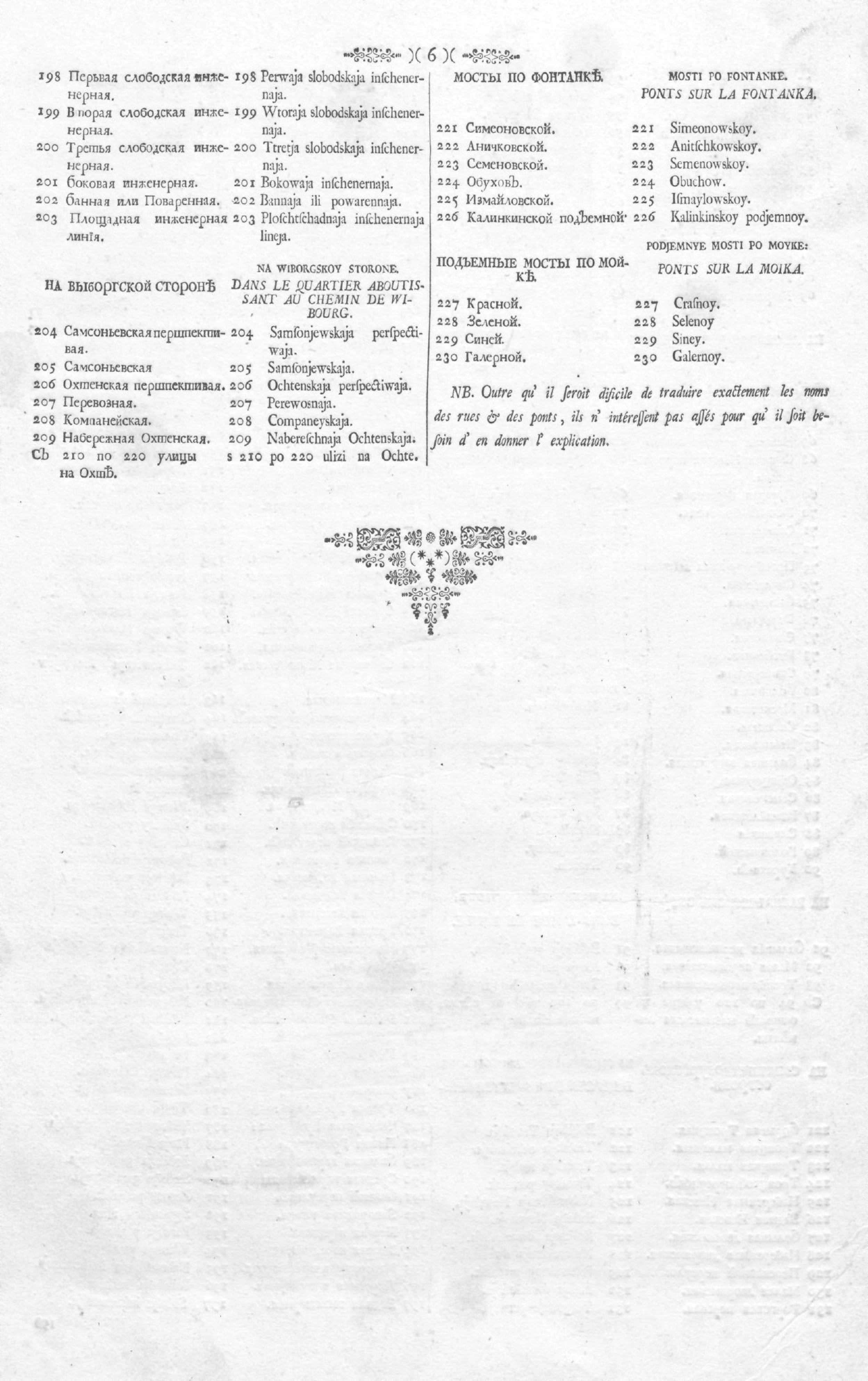

- Санкт-Петербургский остров — прежнее название Петроградского острова
- Адмиралтейская сторона — в её состав входил Адмиралтейский остров, включавший территорию между рекой Невой и Фонтанкой, и остров между рекой Мьею и Фонтанной речкой[3].
- Московская сторона
- Литейная сторона — область современного Центрального района, получившая название от Литейного двора[4].
- Васильевский остров
- Выборгская сторона — включала области современных Выборгского, Калининского и Красногвардейского районов.
- часть Аптекарского острова
- часть Петровского острова
- часть Круглого острова

Реки и каналы
- Большая Нева
- Малая Нева
- Малая Невка
- Фонтанка
- Мойка
- Глухая речка
- Пряшка
- Карповка
- Чёрная речка
- Кронштадтский залив
- Красный канал
- Стародворцовый канал
- Глухой канал
- Крюков канал
- Адмиралтейский канал
- Мастерской канал
- Галерный канал

Монастыри и церкви
- на С-Петербургском острове:

Собор Св. Апостолов Петра и Павла 

Собор Св. Живоначальной Троицы 

Собор Успения Пресвятой Богородицы — сейчас на её месте стоит Князь-Владимирский собор 

Церковь апостола Матфия 

Храм Введения Пресвятой Богородицы 

Преображенская церковь в Колтовской слободе 

Церковь Николая Чудотвордца в Трунилове — находилась на Большой Посадской улице
- на Адмиралтейской стороне:

Собор Исакия Далматского — предшественник Исаакиевского собора

Церковь Рождества Пресвятой Богородицы — предшественница Казанского собора 

Церковь Вознесения Господня 

Церковь Сретения Господня на Конной — Церковь Спаса на Сенной
- на Литейной стороне:

Воскресенский Новодевичий монастырь 

Собор Спаса Преображения в светлицах Преображенских — предшественник Спасо-Преображенского собора

Церковь святого Великомученика Пантелеймона

Церковь святых Симеона Богоприимца и Анны Пророчицы

Церковь Сергия Чудотворца на Пушкарской 

Церковь Благовещания Пресвятой Богородицы, что в светлицах конной лейб-гвардии — домовая церковь в Кикиных палатах, предшественник Благовещенского храма Конногвардейского полка
- на Московской стороне:

Храм Владимирской Богородицы — предшественник Владимирского собора 

Храм Введения Пресвятой Богородицы, что в светлицах Семёновских — предшественник Введенского собора лейб-гвардии Семёновского полка

Церковь Живоначальной Троицы, что в светлицах Измайловских — предшественница Собора Святой Живоначальной Троицы лейб-гвардии Измайловского полка 

Церковь Св. Великомученницы Екатерины, что в Калинкино — предшественница церкви Великомученицы Екатерины в Екатерингофе
- на Выборгской стороне:

Церковь Живоначальной Троицы на Большой Охте и Покрова Пресвятой Богородицы 

Церковь Происхождения Честных Древ (Спасо-Бочаринская) на Компанейской ул. — находилась на Бочарной слободе 

Церковь Св. Сампсония Странноприимца в Синявине батальоне
Иностранные кирхи
- на Адмиралтейской стороне:

Большая лютеранская 

Шведская 

Французская реформатская 

Католический костел
- на Литейной стороне:

Лютеранская кирха
Дома её Императорского Величества и прочие строения
- на С-Петербургском острове:

Первоначальный дворец 

Крепость и Кронверк 

Мытный двор 

Инженерный корпус и сад 

Сытный рынок
- на Адмиралтейской стороне:

Зимний дворец 

Летний дворец и сад 

Аничков дворец и сад 

Старый зимний дворец 

Адмиралтейство и корабельная верфь 

Конюшенный двор 

Главная полиция 

Главная аптека 

Малая аптека 

Почтовый двор 

Гостинный двор 

Морской рынок 

Новая Голландия и прядильный двор 

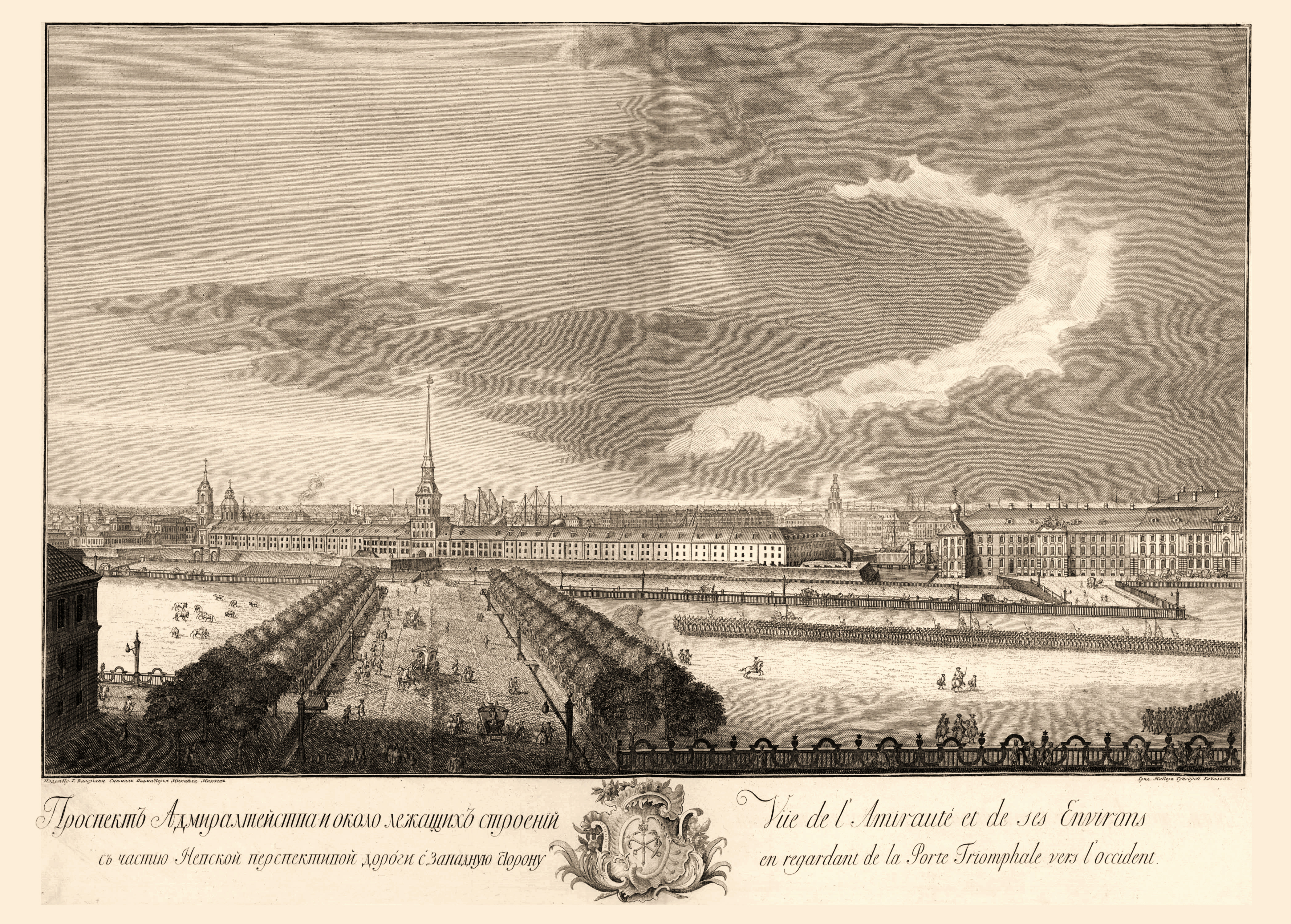
вид на Адмиралтейство с Невского проспекта

Морской полковой двор — на этом месте был возведён Никольский морской собор 

Амбары с дубовым лесом для кораблей и галер 

Галерная верфь 

морские провиантские магазины 

Подзорный дворец
- на Литейной стороне:

Партикулярная верфь 

Старый дворцовый запасной двор 

Литейный двор и Арсенал

Дворцовый каменный запасной двор с церковью 

лаборатория для фейерверков 

Итальянский сад

Пустой рынок
- на Московской стороне:

Калинкинский прядильный дом
- на Васильевском острове:

Правительствующий Сенат и прочие государственные коллегии, и канцелярии 

Академия наук с библиотекой и Кунсткамерой 

Галерная гавань и верфь 

Шляхетный кадетский корпус 

Морской шляхетный кадетский корпус 

Адмиралтейская аптека 

Каменный Гостинный двор и биржа 

Портовая таможня и пакгаузы 

Театр фейерверков и иллюминации 

Андреевский рынок с рядами
- на Выборгской стороне:

Морской и сухопутный госпиталь с церковью и садом 

Сахарный двор 

Старые Канцы на Охте 

Мост через реку Неву 

Пеньковые амбары 

провиантские каменные амбары 

иностранные кладбища.

## Оформление

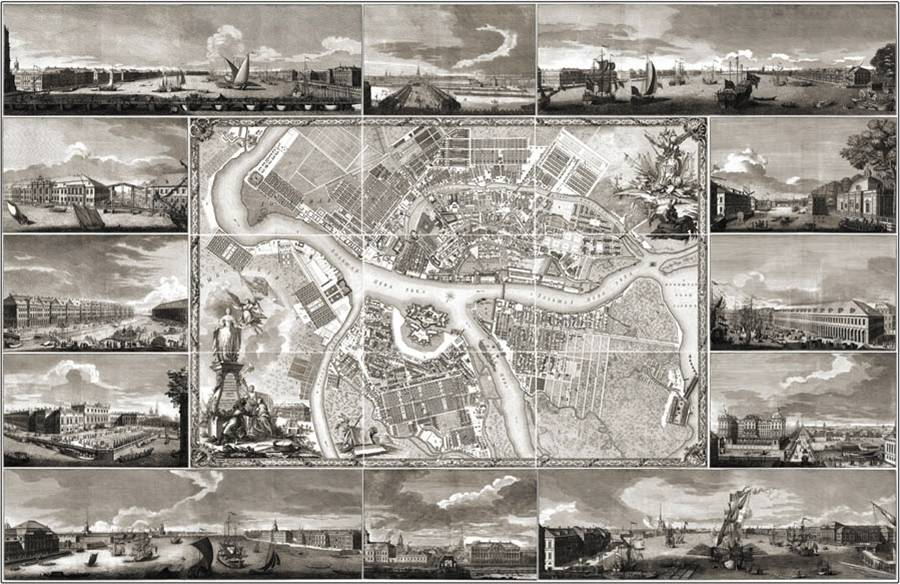
Реконструкция внешнего вида плана, смонтированного с видовыми гравюрами

План размером 132,5 х 197 см был гравирован на девяти медных досках лучшими мастерами Гравировальной палаты. Предполагалось, что 12 гравюр с видами Петербурга размерами от 41 х 66 см до 41 х 132 см будут обрамлять план, но этот замысел так и не был осуществлен.

## Продолжение работы
Позднее, в 1843 г. вышли в свет «Исторические планы столичного города Санкт-Петербурга с 1714 по 1839 год, изданные по высочайшему государя императора повелению». Этой работой руководил  А. Л. Майер (1792—1864) — археолог, известный знаток топографии Петербурга.
Сбор и систематизация материалов продолжались с 1833 по 1838 г., в результате чего были сформированы семь рукописных рабочих атласов, послуживших основой для составления семи исторических планов Петербурга. Они издавались четыре года, их дополняет книга «Объяснение к историческим планам столичного города Санкт-Петербурга с 1714 по 1839 год, изданным по высочайшему государя императора повелению», в которой собраны сведения обо всех объектах, обозначенных на планах.

## Переиздание
В 2007 году при поддержке Российской национальной библиотеки вышло репринтное издание «План столичного города Санкт-Петербурга с изображением знатнейших оного проспектов, изданный трудами Императорской академии наук и художеств в Санкт-Петербурге». Девять листов плана и двенадцать листов гравюр воспроизведены факсимильно.
Издание открывает сборная схема всех листов, которая воплощает в себе первоначальный замысел Трускотта: план и обрамляющие его гравюры Махаева. Вступительная статья и комментарии современных авторов: М. А. Алексеевой и Ф. М. Лурье — содержат историю и подробное описание произведения. Карты были воспроизведены в переплете из натуральной кожи с золотым тиснением, с использованием ручного шитья. Сохранены оригинальный формат, цветность и четкость изображений.